# Herb powiatu kościańskiego
Herb powiatu kościańskiego – jeden z symboli powiatu kościańskiego, ustanowiony 10 kwietnia 2001.

## Wygląd i symbolika
Herb przedstawia na tarczy dzielonej w odwróconą literę „T” w pierwszym czerwonym polu orła zwróconego w prawo z rozpostartymi skrzydłami i złotym pierścieniem na ogonie, w polu drugim srebrnym wieżę bramną czerwoną, o dwóch oknach nad bramą, zwieńczoną blankami z błękitnym, szpiczastym dachem zwieńczonym złotą kulą, natomiast w polu dolnym błękitnym na złotym wzgórzu, pośrodku wieżę bramną srebrną o dwóch kwadratowych oknach koloru błękitnego nad złotą, gotycką bramą, zwieńczoną błękitnym, szpiczastym dachem ze złotą anteną, po lewej stronie zielone drzewo ułożone z lewa w skos, przeszyte trzema czerwonymi strzałami, a po prawej stronie infuła biskupia czerwona, a za nią złoty pastorał. Pole pierwsze (orzeł) to symbol przynależności do państwa polskiego jak i do województwa wielkopolskiego. Drugie pole to herb Kościana, stolicy powiatu. Natomiast pole trzecie to kompozycja herbów trzech pozostałych miast powiatu. Od prawej strony (heraldycznie) Krzywinia, Śmigla i Czempinia.  